# Kokosolie

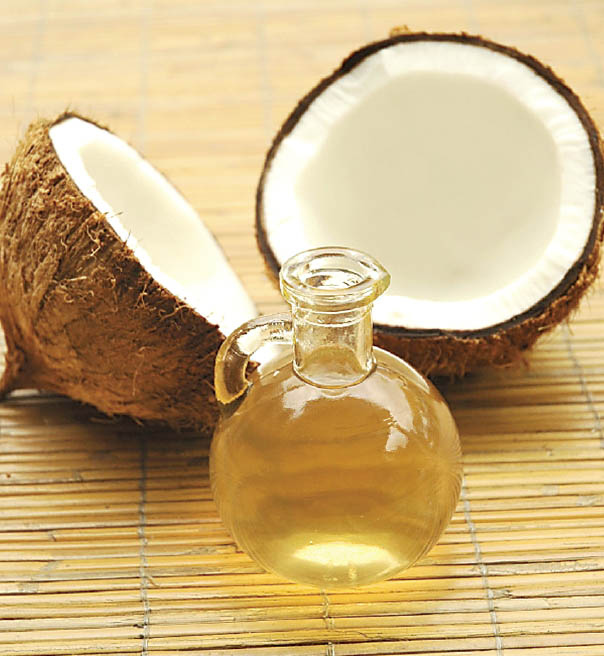
Vloeibare kokosolie

Kokosolie, ook wel kokosvet of klapperolie genoemd, is een tropische plantaardige olie die wordt verkregen door persen of extractie van kopra, het gedroogde witte vruchtvlees van de kokosnoot. Ongeharde en ongeraffineerde (vierge) kokosolie heeft een smelttraject van rond de 24–26 °C en is daarom in een gematigd klimaat meestal gestold, en dus een vet. In warmere omgevingen heeft het meestal een vloeibare consistentie, een olie. Geraffineerde en geharde kokosolie heeft een smelttraject van 30 tot 37 °C.
Kokosolie bevat van alle plantaardige oliën veruit de meeste verzadigde vetzuren. Deze vetzuren hebben een middellange keten, zoals laurinezuur, myristinezuur en palmitinezuur. Laurinezuur doet van alle verzadigde vetten het cholesterolgehalte het meest stijgen. De veronderstelde risico's aangaande hart- en vaatziekten die dit met zich meebrengen hebben ertoe geleid dat onder andere de WHO, de Amerikaanse FDA en het Nederlands Voedingscentrum de consumptie van kokosolie afraden. De afgelopen decennia is er echter twijfel gerezen over het feit dat verzadigd vet een gevaar oplevert voor de gezondheid door verhoging van cholesterol. Waarschijnlijker is, dat er veel meer factoren een rol spelen in dit proces en dat de bewering "verzadigd vet is slecht" een onterechte oversimplificatie is.
Sommige voedingsdeskundigen en gebruikers van kokosolie beweren dat laurinezuur antibacteriële en vetafdrijvende eigenschappen heeft. Tot op heden is er echter geen wetenschappelijk onderzoek dat deze claims ondersteunt en zijn er slechts persoonlijke, individuele getuigenissen die de beweringen staven.

## Samenstelling

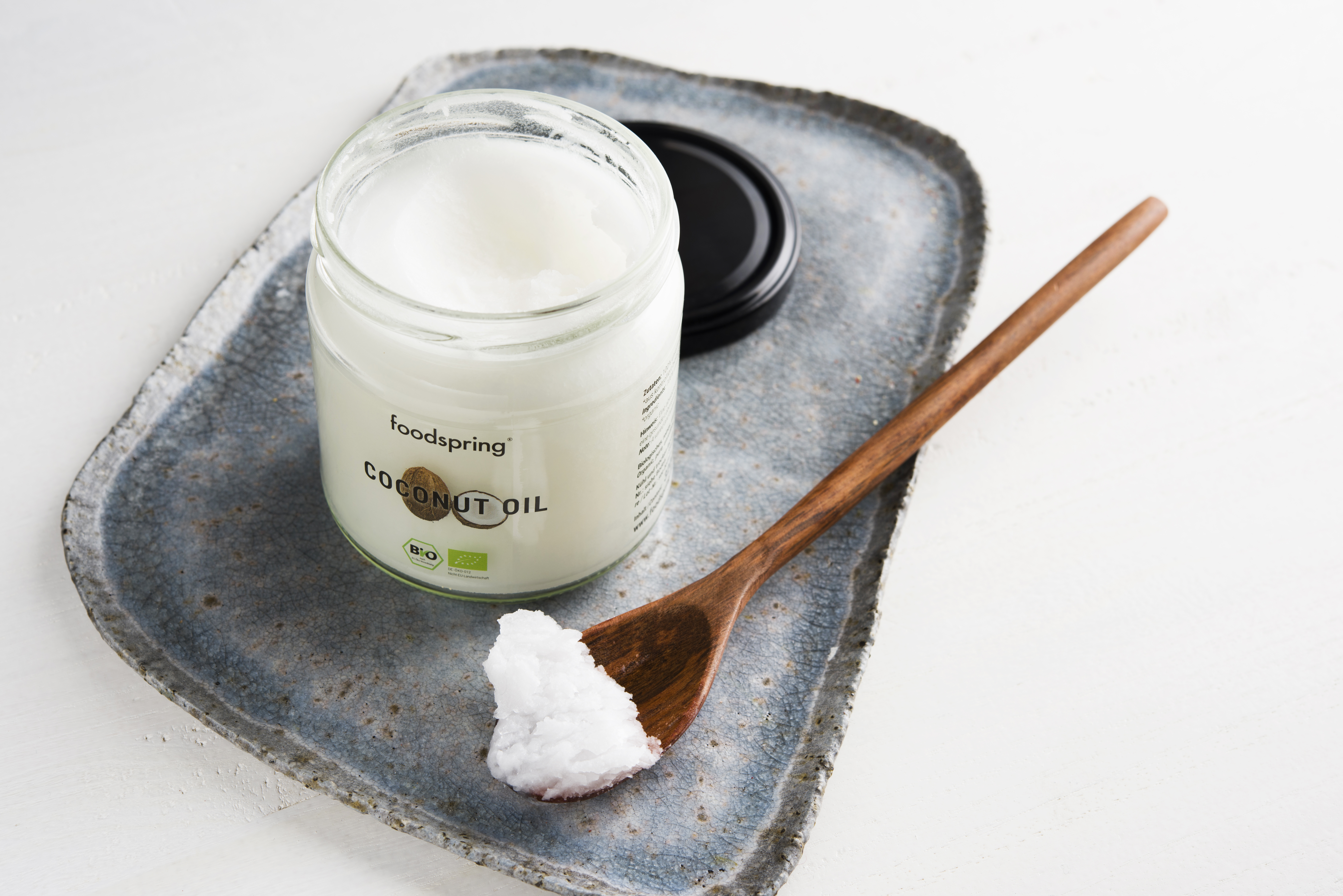
Kokosolie is bij kamertemperatuur meestal gestold en wordt dan ook wel kokosvet genoemd

Voedingskundig gezien valt kokosolie onder de groep verzadigde vetproducten; het bestaat voor 86% uit verzadigde vetzuren. Ongeveer 68% van het verzadigd vet in kokosolie bestaat uit middellangeketen vetzuren (MKZV; ook wel bekend onder hun Engelse afkortingen MCT (Medium Chain Triglycerides) of MCFA (Medium Chain Fatty Acids)). Het overgrote deel hiervan (circa 45-50%) is laurinezuur; dit vetzuur wordt in de darm omgezet in monolaurine. Daarnaast bevat het relatief grote hoeveelheden myristinezuur en palmitinezuur en 7% caprinezuur. 
De meeste andere plantaardige oliën en vetten bestaan uit langeketenvetzuren. Van alle plantaardige oliën heeft alleen palmpitolie een vergelijkbaar vetzuurprofiel.
| Vetzuursamenstelling van kokosolie | Vetzuursamenstelling van kokosolie                | Vetzuursamenstelling van kokosolie | Vetzuursamenstelling van kokosolie |
| Vetzuur                            | Aantal koolstofatomen en aantal dubbele bindingen | Soort vetzuur                      | Percentage in kokosolie            |
| ---------------------------------- | ------------------------------------------------- | ---------------------------------- | ---------------------------------- |
| Caprinezuur                        | 10:0                                              | Verzadigd vetzuur                  | 6-7 %                              |
| Laurinezuur                        | 12:0                                              | Verzadigd vetzuur                  | 49 %                               |
| Myristinezuur                      | 14:0                                              | Verzadigd vetzuur                  | 17,5 %                             |
| Palmitinezuur                      | 16:0                                              | Verzadigd vetzuur                  | 9,0 %                              |
| Stearinezuur                       | 18:0                                              | Verzadigd vetzuur                  | 3,0 %                              |
| Oliezuur                           | 18:1 (ω-9)                                        | Enkelvoudig onverzadigd vetzuur    | 5,0 %                              |
| Linolzuur                          | 18:2 (ω-6)                                        | Meervoudig onverzadigd vetzuur     | 1,8 %                              |

## Verwerking door het lichaam
Middellangeketenvetzuren worden gemakkelijk door de darmen geabsorbeerd. Eenmaal in het bloed gaan ze rechtstreeks naar de lever en worden daar net zo snel in energie omgezet als suikers. Net als alle overtollige energie worden overtollige MCT's omgezet in vet. 
Deze middellange keten vetzuren worden iets gemakkelijker omgezet in onmiddellijk bruikbare energie dan andere vetten, vandaar de iets sterkere invloed op het cholesterolgehalte.

## Toepassingen
Ondanks vele claims van individuele voedingsdeskundigen en getuigenissen van degenen die het regelmatig gebruiken, zijn er geen officiële bewijzen uit onderzoek dat kokosolie gezond is. De Europese Voedselveiligheidsorganisatie (EFSA) heeft geen van de gezondheidsclaims over kokosolie goedgekeurd. Het product wordt in de keuken vooral gebruikt om te bakken, braden of frituren. De olie heeft een hoog rookpunt. Dit hogere rookpunt heeft in de praktijk geen invloed, omdat olie en vet in de keuken nooit tot boven het rookpunt worden verhit. Door de aanwezigheid van veel verzadigde vetzuren is de gevoeligheid voor oxidatie (ranzig worden) minder dan bij onverzadigde vetten. Daardoor gaat kokosolie langer mee dan de gevoeligere meervoudig onverzadigde vetzuren die in de meeste frituuroliën zitten.
Een aantal belangrijke toepassingen zijn onder meer:
- Als vervanger van roomboter of margarine wordt kokosolie/kokosvet toegepast onder naam kokosboter. Het levert gemiddeld zo'n 8,3 tot 8,6 kcal per gram, terwijl vetten normaal gesproken 9 kcal per gram leveren.

- MCT-oliën (medium chain triglyceride oils) worden vaak toegevoegd aan medicinale preparaten voor mensen die moeite hebben om de langere ketens te verteren en vormen een bestanddeel van babyvoeding.

- Daarnaast wordt kokosolie in de zoetwarenindustrie gebruikt, aangezien kokosvet bij het smelten smeltwarmte opneemt. Hierdoor geeft het een verkoelend effect in de mond.

- Kokosolie wordt ook in de cosmetische industrie toegepast; onder andere in gangbare cosmetica, zeep, tandpasta en shampoo. Ook andere laurinezuurrijke oliën worden voor dat doel gebruikt.

- Kokosvet wordt daarnaast als grondstof voor de oleochemie gebruikt. Vanwege het hoge gehalte aan laurinezuur is kokosolie een belangrijke uitgangsstof voor de productie van oppervlakte-actieve stoffen. Ook de productie van biobrandstof uit kokosolie is mogelijk.

## Meer wetenswaardigheden over kokosolie
- Zuivere kokosolie is kleurloos of in vaste vorm wit. Een bruinachtige kleur kan ontstaan als er iets van de bruine bast in de olie terecht is gekomen of door rook, als gevolg van het droogproces.
- Kokosolie heeft een factor 5-10 SPF en kan daardoor als zonnebrandcrème gebruikt worden. De lage beschermingsfactor dicteert wel dat het regelmatig opnieuw moet worden aangebracht.

## Wereldproductie
| Topproducenten van kokosolie 2018 | Topproducenten van kokosolie 2018 |
| Land                              | Productie (ton)                   |
| --------------------------------- | --------------------------------- |
| Filipijnen                        | 1.341.000                         |
| Indonesië                         | 880.000                           |
| India                             | 320.400                           |
| Vietnam                           | 167.101                           |
| Mexico                            | 131.000                           |
| Bangladesh                        | 62.699                            |
| Sri Lanka                         | 55.200                            |
| Maleisië                          | 39.700                            |
| Mozambique                        | 30.200                            |
| Thailand                          | 28.700                            |
| Papoea-Nieuw-Guinea               | 26.700                            |
| Ivoorkust                         | 18.000                            |
| Salomonseilanden                  | 14.719                            |
| Nigeria                           | 13.256                            |
| Tanzania                          | 13.200                            |
| Brazilië                          | 11.886                            |